# BIGSAS Journalistenpreis
Der BIGSAS Journalistenpreis ist ein Journalistenpreis, der von der Bayreuth International Graduate School of African Studies, kurz BIGSAS, vergeben wird. Er zeichnet herausragenden Journalismus über Afrika aus, der „über das vielfach krisengeleitet vermittelte Afrikabild in den Medien hinausweist und bestehende Vorurteile aufbricht“.

## Geschichte
Der BIGSAS Journalistenpreis entstand anlässlich der Fußball-Weltmeisterschaft 2010 in Südafrika. Er wird seit 2011 alle zwei Jahre verliehen und ist mit einem Preisgeld von 2500 Euro dotiert. Eingereicht werden können Beiträge, die in deutschsprachigen Print- und Online-Medien erschienen sind. Die Jury besteht aus Alumni der Bayreuth International Graduate School of African Studies und wird von dem Geographen und ehemaligen Präsidenten der Universität Bayreuth Helmut Ruppert geleitet.

## Preisträger
- 2011: Dialika Krahe für die Reportage Das zweite Dorf, Der Spiegel, Nr. 43 vom 25. Oktober 2010
- 2013: Philipp Hedemann für Die früheren Kolonialherren sind zurück, WOZ Die Wochenzeitung am 13. September 2012
- 2015: Alexandra Rojkov für Chris’ Reise zu den Sternen, F.A.Z. Hochschulanzeiger, 15. April 2014 und in NZZ Campus, 15. Mai 2014[2]
- 2017: Jan Rübel für Afrikas entschlossene Kinder, Magazin der Berliner Zeitung am  22./23. August 2015[3]
- 2019: Anja Bengelstorff für Das langsame Aufbegehren, WOZ Die Wochenzeitung am 12. April 2018[4]